# Skenea serpuloides
Skenea serpuloides is een slakkensoort uit de familie van de Skeneidae. De wetenschappelijke naam van de soort is voor het eerst geldig gepubliceerd in 1808 door Montagu.